# Saint-Martin-la-Plaine
Saint-Martin-la-Plaine este o comună în departamentul Loire din sud-estul Franței. În 2009 avea o populație de 3.667 de locuitori.

## Evoluția populației
| An        | 1975  | 1982  | 1990  | 1999  | 2006  | 2009  |
| --------- | ----- | ----- | ----- | ----- | ----- | ----- |
| Populație | 2.311 | 2.430 | 3.168 | 3.424 | 3.626 | 3.667 |